# بخش سان فیش (شهرستان پیک، اوهایو)
بخش سان فیش (به انگلیسی: Sunfish Township) یک منطقهٔ مسکونی در ایالات متحده آمریکا است که در شهرستان پایک، اوهایو واقع شده‌است.
 بخش سان فیش ۸۴٫۸ کیلومتر مربع مساحت و ۱٬۳۱۷ نفر جمعیت دارد و ۳۴۷ متر بالاتر از سطح دریا واقع شده‌است.